# Севдалин Маринов
 Тази статия е за българския щангист.  За боксьора вижте Севдалин Маринов (боксьор).  
Севдалин Маринов е български спортист, състезател по вдигане на тежести.

## Биография
Роден е на 11 юни 1968 г. в Асеновград. Учи профил вдигане на тежести в Средно спортно училище „Васил Левски“ в град Пловдив. Привлечен е в националния отбор от Иван Абаджиев. Състезава се в категория до 52 кг.
Спортната му кариера започва ударно. В периода 1985-1988 г. е непобедим на големи форуми в категория до 52 кг. Петкратен европейски шампион (1985, 1986, 1987, 1988, 1990). Трикратен световен шампион (1985, 1986, 1987, 1988) и сребърен медалист (1989). През кариерата си поставя 6 световни и 9 олимпийски рекорда.
На летните олимпийски игри в Сеул през 1988 г. печели златния медал след шест сполучливи опита и нови световни рекорди в изхвърлянето и двубоя. След него титли печелят Митко Гръблев, Ангел Генчев и Борислав Гидиков. Стефан Топуров взима сребро, а Александър Върбанов- бронз. Гръблев и Генчев обаче дават положителни проби и медалите им са отнети. Федерацията по вдигане на тежести изтегля от участие останалите ни състезатели.
Премества се да живее и работи в Австралия, като е женен за дъщерята на Сам Кофа, вицепрезидент на международната федерация по вдигане на тежести и на австралийската федерация (1991). Има две деца. Известно време се състезава за Австралия и печели златен медал на Игрите на Британската общност (1994). Помощник-треньор на различни формации на националния отбор на Австралия. Името му се свързва с обвинения за притежанието на забранени вещества.
След развод със съпругата си се завръща в България и учи в НСА. Отговаря за международната дейност на Българската федерация по вдигане на тежести.